# Jan Żabiński

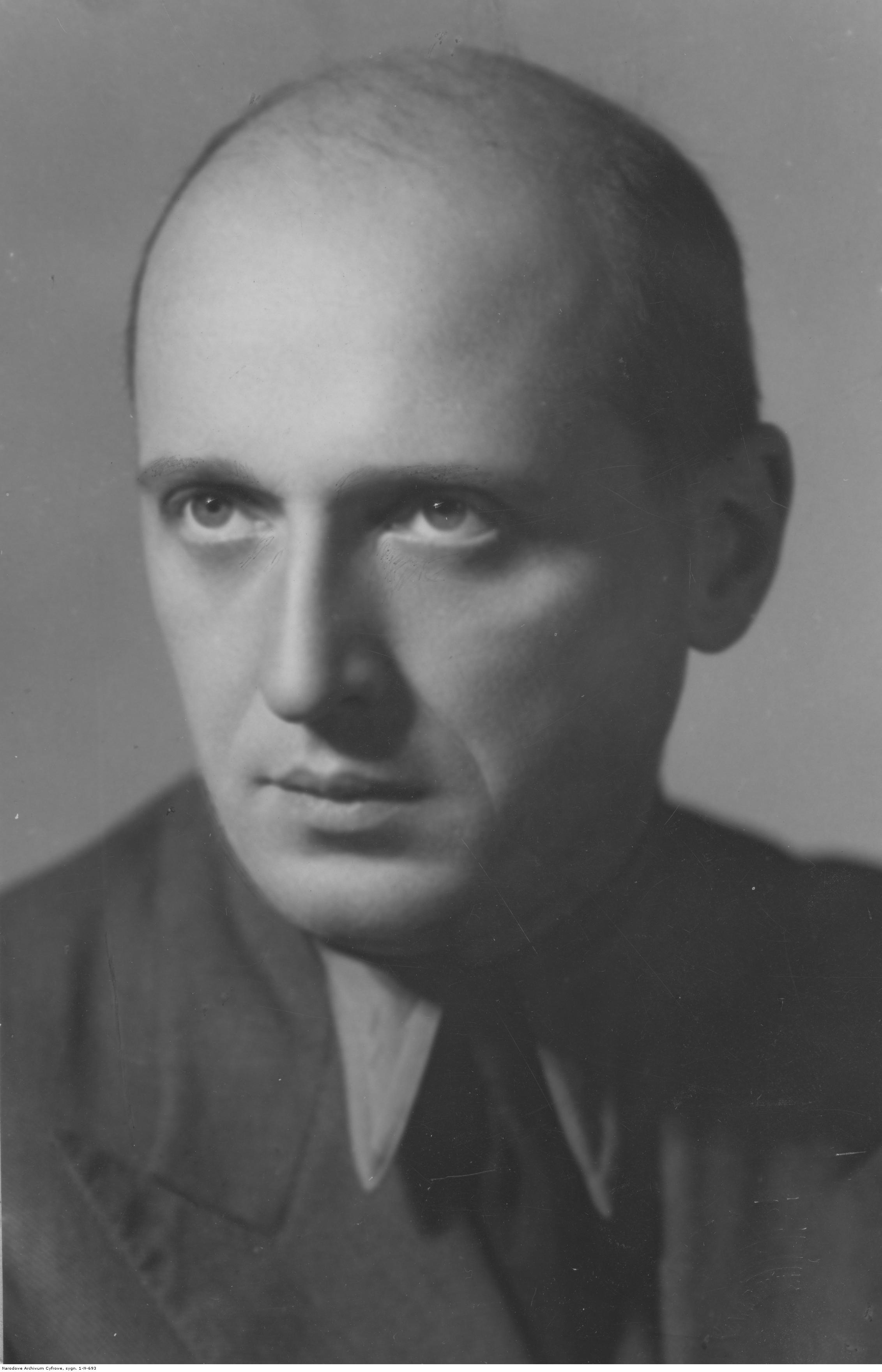
Jan Żabiński (vor 1939)

Jan Żabiński (* 8. April 1897 in Warschau; † 26. Juli 1974) war ein polnischer Zoologe und Direktor des Warschauer Zoos, der zusammen mit seiner Frau Antonina Żabiński zahlreichen Menschen, darunter um die 300 Juden, während des Holocausts in Polen in seinem Zoo und seiner Villa Unterschlupf gewährte und ihnen dadurch das Leben rettete. Für ihre Verdienste erhielt das Ehepaar vom Yad Vashem die Auszeichnung „Gerechter unter den Völkern“. Żabiński spielte auch eine aktive Rolle im polnischen Widerstand.

## Leben
Vor dem Überfall auf Polen pflegten die Żabińskis eine Freundschaft mit dem damaligen Direktor des Zoologischen Gartens Berlin und förderndem Mitglied der SS Lutz Heck. Nach der Besatzung Warschaus ordnete dieser die Verlegung schöner Tiere ins Deutsche Reich an. Die übrigen Tiere wurden durch ihn und andere Mitglieder der deutschen Besatzungstruppen erschossen. Zur Jahreswende 1939/40 lud Heck seine Freunde der SS zum Trinkgelage und Silvesterschießen im Zoo ein.
Der Zoo wurde daraufhin für die Schweinezucht verwendet, diente aber zugleich auch als Waffendepot des polnischen Widerstandes und als Unterschlupf für Todgeweihte. Ab 1940 half Żabiński jüdischen Menschen, aus dem Warschauer Ghetto zu entkommen. Ein Akt, der unter der deutschen Besatzung mit dem Tod bestraft wurde. Als Versteck für die Menschen dienten die leer stehenden Anlagen des Zoos sowie Żabińskis Villa. Das Klavierspiel Antonina Żabińskis auf ihrem Flügel diente dabei zur geheimen Kommunikation, spielte sie Jacques Offenbachs Nur schnell nach Kreta, nur fort, nur fort! aus der Operette La Belle Hélène, so drohte Gefahr und die Verfolgten mussten sofort ihr Versteck aufsuchen.
1944 war Żabiński Teil des Warschauer Aufstands und geriet danach in deutsche Gefangenschaft, welche er überlebte. 1949 wurde der Zoo unter der Leitung Żabińskis wieder eröffnet, doch unter der Repression der Sowjetunion verließ Żabiński zwei Jahre später seinen Posten.

## Literarische und filmische Verarbeitung
2007 erschien das Sachbuch The Zookeeper’s Wife von Diane Ackerman, basierend auf dem Tagebuch seiner Frau Antonina Żabiński, welches wiederum als Vorlage für den 2017 erschienenen Film Die Frau des Zoodirektors diente.